# Odice arcuinna
Odice arcuinna is een vlinder uit de familie van de spinneruilen (Erebidae). De wetenschappelijke naam van de soort is voor het eerst geldig gepubliceerd in 1790 door Hübner.
Deze nachtvlinder komt voor in Europa.